# Trevor McNevan
Trevor McNevan (* 17. července 1978 Peterborough, Ontario), také známý jako Teerawk, je kanadský hudebník a zpěvák/skladatel skupiny Thousand Foot Krutch a pop-punkového projektu FM Static.
Jeho první kapela byla Oddball, v níž působili také pozdější členové Thousand Foot Krutch – Dave Smith (kytara) a Tim Baxter (basa). Oddball vydali v roce 1995 album Shutterbug, z poloviny hip hopovou a z poloviny rockovou nahrávku.
McNevan je jediný původní člen Thousand Foot Krutch, kterou založil v Peterboroughu v roce 1997 spolu s původním kytaristou Dave Smithem.
Koprodukoval také album Thousand Foot Krutch Welcome to the Masquerade a album FM Static My Brain Says Stop, But My Heart Says Go!